# カンガーミウト
カンガーミウト（Kangaamiut、旧称: Gammel Sukkertoppen）とはグリーンランドのケカッタ自治体に属する町。2024年における人口は285人。